# 平野貴志
平野 貴志（ひらの たかし、1985年6月4日 - ）は、元社会人野球選手。

## 人物・来歴
神奈川県横浜市緑区出身。小学校2年から野球を始めた。小学校では加藤幹典と同じクラスであり、2人は同じ生年月日でもある。
その後桐蔭学園中に進学して軟式野球部に所属し、3年時に第17回全日本少年軟式野球大会でエースとして優勝に貢献。また桐蔭学園高校では2003年のセンバツにエースとして出場。1回戦では藤井宏海擁する福井工大福井高校に3対2で勝利したが、2回戦で谷哲也がエースの鳴門工に0対5で敗退した。同年の夏は神奈川大会準々決勝で横浜高校の成瀬善久と延長12回まで投げ合うも2対4で敗退し、甲子園出場は叶わなかった。
高校卒業後は法政大学へ進み、野球部では4年間で57試合に登板。最速146km/hの直球と高速スライダーで通算20勝9敗の実績を残した。2006年春にはベストナインにも選出されている。2007年ドラフトでは横浜ベイスターズから上位指名報道があるも、指名漏れ。
大学卒業後は日立製作所に入社したが、野球部では故障がちだったこともあって登板機会に恵まれず、2010年シーズン限りで戦力外となって退社。翌2011年からはJX-ENEOSに移籍。2012年シーズン終了をもって引退を発表。